# Palazzo Uffici Olivetti
Il Palazzo Uffici Olivetti, colloquialmente noto come Palazzo Uffici, è un edificio per uffici situato nella città piemontese di Ivrea in Italia. Fa parte del complesso Olivetti di Ivrea, patrimonio mondiale dell'Unesco sotto la denominazione Ivrea, città industriale del XX secolo.

## Storia
L’edificio fu commissionato dalla Olivetti di Ivrea agli architetti Annibale Fiocchi, Gian Antonio Bernasconi e Marcello Nizzoli e realizzato tra il 1960 e il 1964. La sua costruzione rispondeva alle esigenze dell'azienda di dotarsi, in un momento di grande espansione industriale, di una sede di rappresentanza che ospitasse, tra gli altri, anche la presidenza stessa della Società.

## Descrizione
L'edificio, che riprende le forme e l'assetto formale dello stile internazionale, presenta una pianta a stella costituita da tre bracci incernierati a 120 gradi sul blocco centrale; quest'ultimo è il fulcro dell'edificio ed è occupato da locali di servizio e dal grande scalone monumentale di pianta esagonale sovrastato da un grande lucernario in vetro di Murano.
La struttura portante è in calcestruzzo, le finiture esterne in granito rosa e grigio mentre le grandi vetrate dei piani superiori sono caratterizzate da un particolare sistema di apertura a pantografo e presentano vetri specchianti.

## Galleria d'immagini

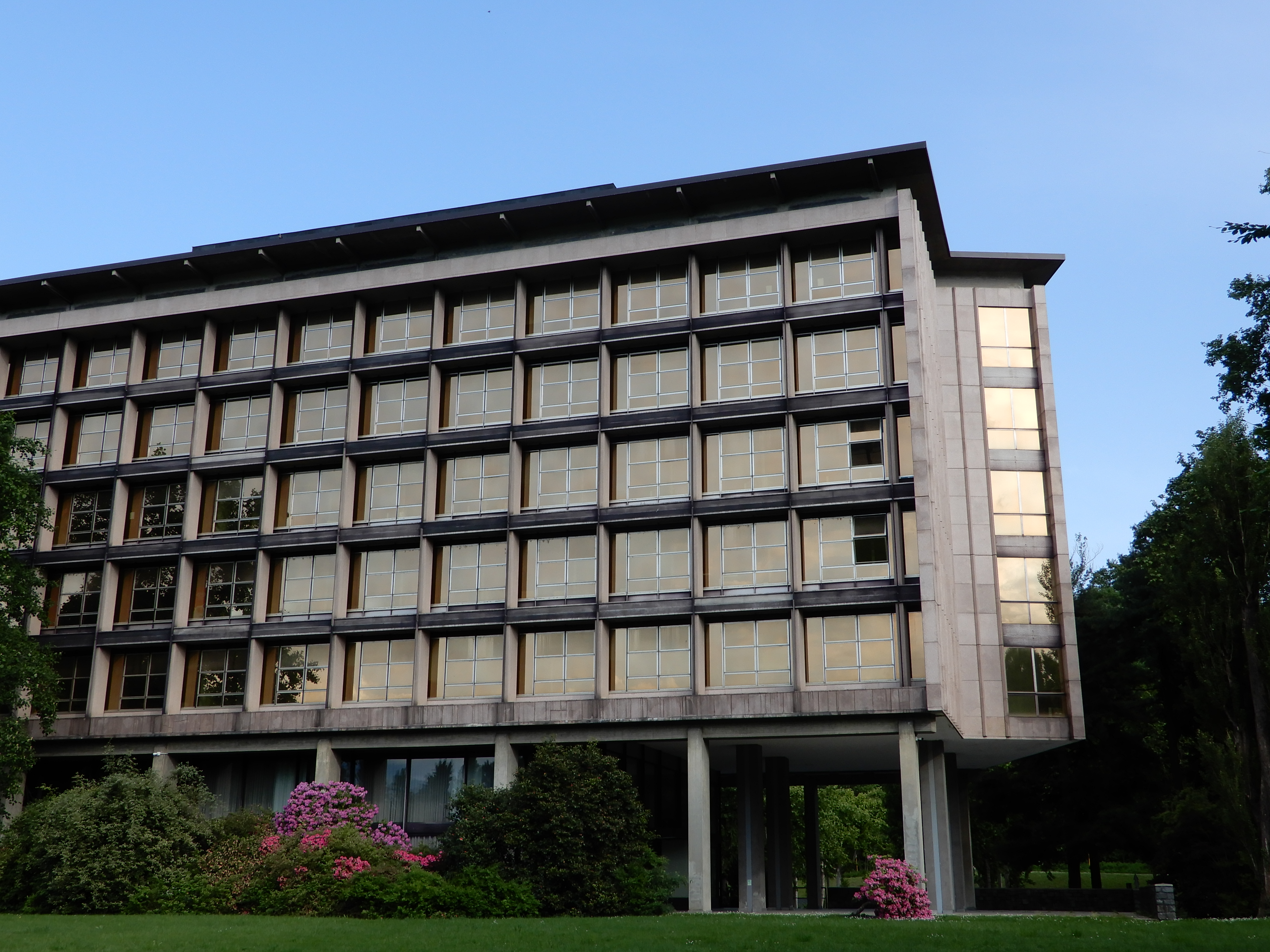
L'ala ovest
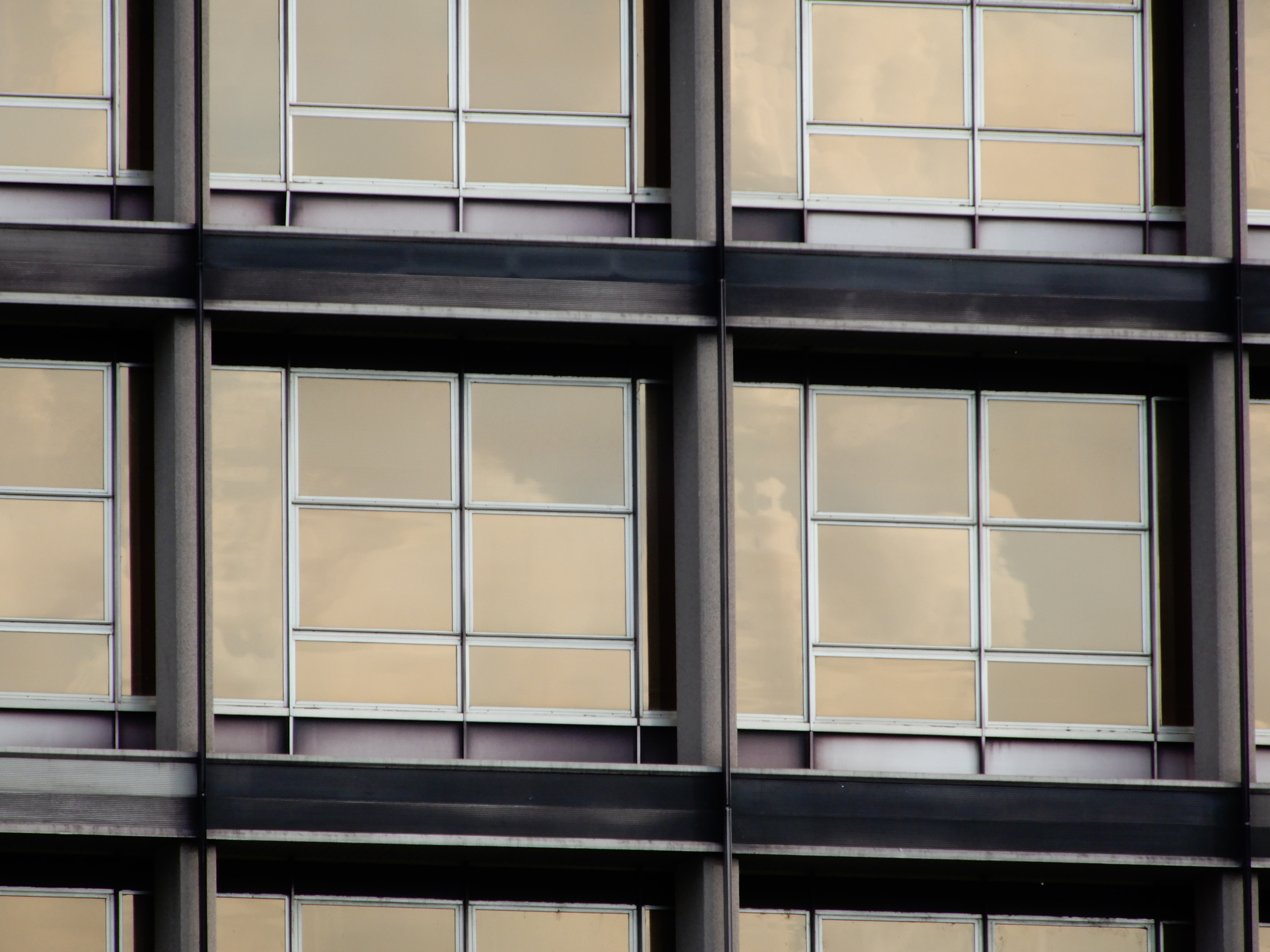
Le grandi finestre
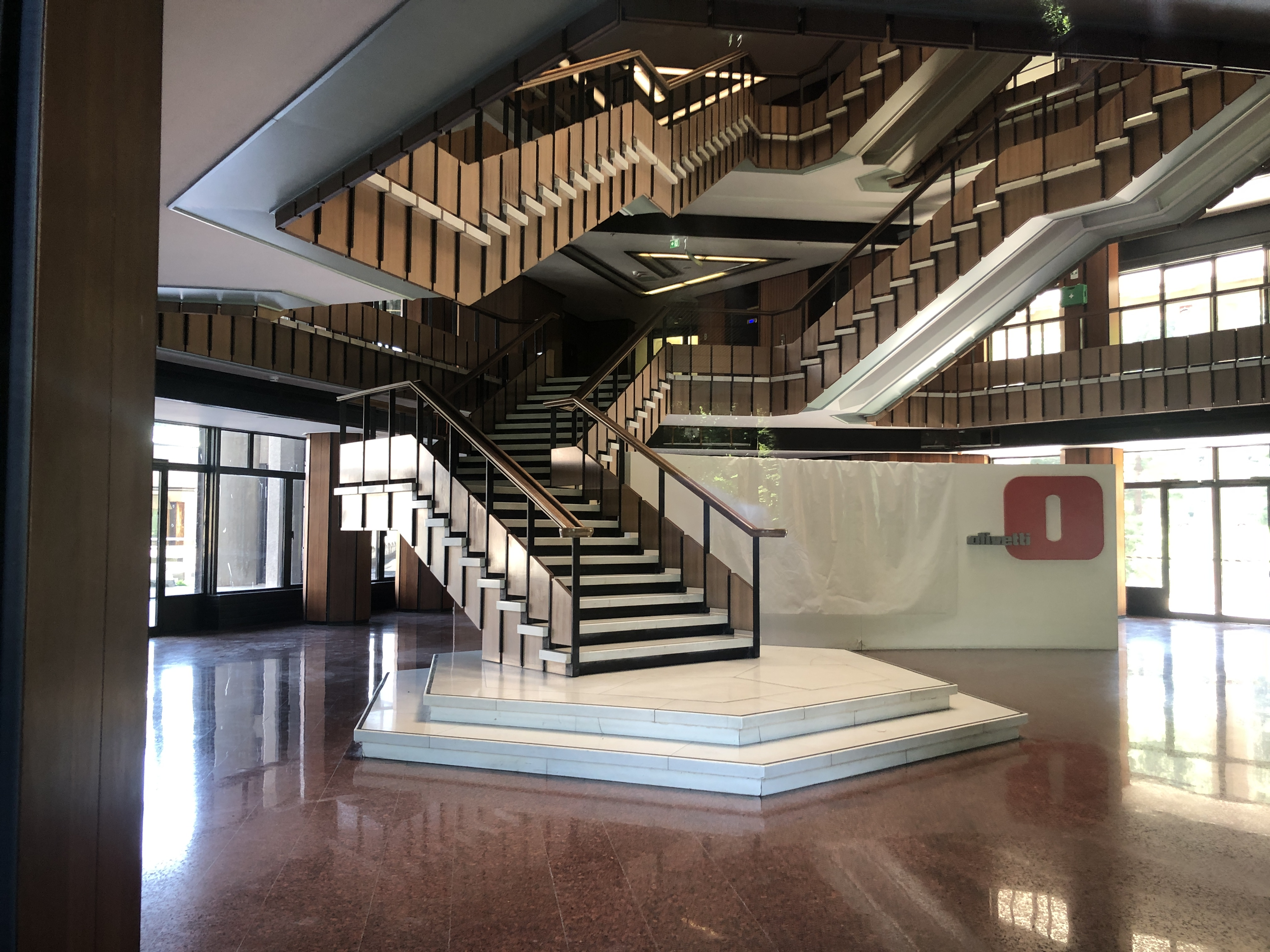
Lo scalone esagonale